# Musée du bagne
Le musée du bagne (parfois appelée musée de Saint-Laurent-du-Maroni), est un musée situé sur le site du Camp de la Transportation à Saint-Laurent-du-Maroni en Guyane. Il est géré par le Centre d'Interprétation de l'Architecture et du Patrimoine.